# Heinz Villain
Heinz Hermann Karl Villain (ur. 1 lutego 1921 w Rheinsbergu, zm. 6 marca 1996 w Schweinfurcie) – zbrodniarz hitlerowski, jeden z funkcjonariuszy pełniących służbę w niemieckich obozach koncentracyjnych, SS-Unterscharführer.
Członek SS od 1938. Służbę obozową rozpoczął w 1938 w KL Sachsenhausen. W 1940 przeniesiono go do obozu Auschwitz, wreszcie w 1941 znalazł się w załodze Majdanka. W tym ostatnim obozie pełnił służbę między innymi jako Feldführer (kierownik pola), a do jego obowiązków należało utrzymanie porządku i przeprowadzenie apelów na podległym mu terenie. Kierował polami II, IV i V. Uczestniczył w rozstrzeliwaniu więźniów obozu i Zamku Lubelskiego na terenie krematorium. Brał również udział w akcji Erntefest.
Na początku maja 1944 został przeniesiony do obozu KL Warschau, przekształconego w tym czasie w filię Majdanka. Objął tam funkcję kierownika obozu (niem. Schutzhaftlagerführer) i dowódcy straży, którą pełnił do końca lipca 1944, tj. do momentu ewakuacji obozu. W Warszawie dał się poznać jako jeden z najokrutniejszych członków obozowej załogi. Między innymi podczas przygotowań do ewakuacji KL Warschau miał osobiście rozstrzelać wszystkich chorych z obozowego lazaretu. Więźniowie warszawskiego kacetu nadali mu przezwisko „Umschmitz”.
W trzecim procesie załogi Majdanka został uznany za winnego pomocnictwa w zamordowaniu 17 tysięcy ludzi podczas akcji Erntefest i skazany przez zachodnioniemiecki sąd w Düsseldorfie na 6 lat więzienia (1981). W sierpniu 1984 roku rozpoczął odbywanie kary więzienia w Zakładzie Karnym w Landsberg am Lech. W dniu 19 lutego 1985 r. pozostała część wyroku została zawieszona.